# Jati (Gatak)
Jati is een bestuurslaag in het regentschap Sukoharjo van de provincie Midden-Java, Indonesië. Jati telt 2266 inwoners (volkstelling 2010).